# Église Notre-Dame de Missiriac
L'église Notre-Dame est située à Missiriac, dans le Morbihan (France). La fête patronale de l'église a lieu le 15 août en honneur à Notre-Dame. L'édifice est classé au titre des Monuments Historiques depuis 1970.

## Localisation
L'église est sise à l'intersection des rues Jacques-Bonsergent et Édouard-Rolland, dans le bourg de Missiriac (département français du Morbihan).

## Historique
L'église Notre-Dame a été construite en plusieurs phases. Les éléments les plus anciens de l'église semblent remonter au XIe siècle, il s'agit d'une partie de la nef. 
Durant tout le Moyen Âge, l'église est modernisée. Des campagnes de construction ont opéré de nombreux remaniements : on peut noter par exemple, le réemploi d'éléments du XVe siècle dans le porche occidental construit au XVIe siècle. Le clocher, construit au XVIIe siècle, remploie une pierre de 1572. Le transept et le chœur datent du XVIIIe siècle. 
Au XIXe siècle, l'église bénéficie d'une campagne de restauration et une croix est érigée dans l'enclos.
Missiriac devient une paroisse au XIIe siècle. En 1129, une partie du territoire est donnée à Malestroit. Dépendant du doyenné de Carentoir, dépendait de la baronnie de Malestroit, et relevait de la sénéchaussée de Ploërmel. L'église est devenue paroissiale en 1802.
L'ensemble formé par le placître de l'église constitue un site naturel classé par l'arrêté du 1er octobre 1970.

## Architecture
Les matériaux utilisés sont essentiellement le schiste et le granite. L'église affecte un plan en croix latine, entièrement dallé de granite.
La nef est construite sans bas-côtés à un seul vaisseau et le chœur est à chevet plat. Le clocher, carré, est établi à l'angle de la nef et du croisillon nord et surmonté d'une flèche octogonale. Le toit, à longs pans, est couvert d'ardoises.
Le porche s'ouvre sur une arcade en arc brisé. Par ailleurs, une porte est bâtie en plein cintre sur la façade, avec accolade garnie de crosses et d'animaux.

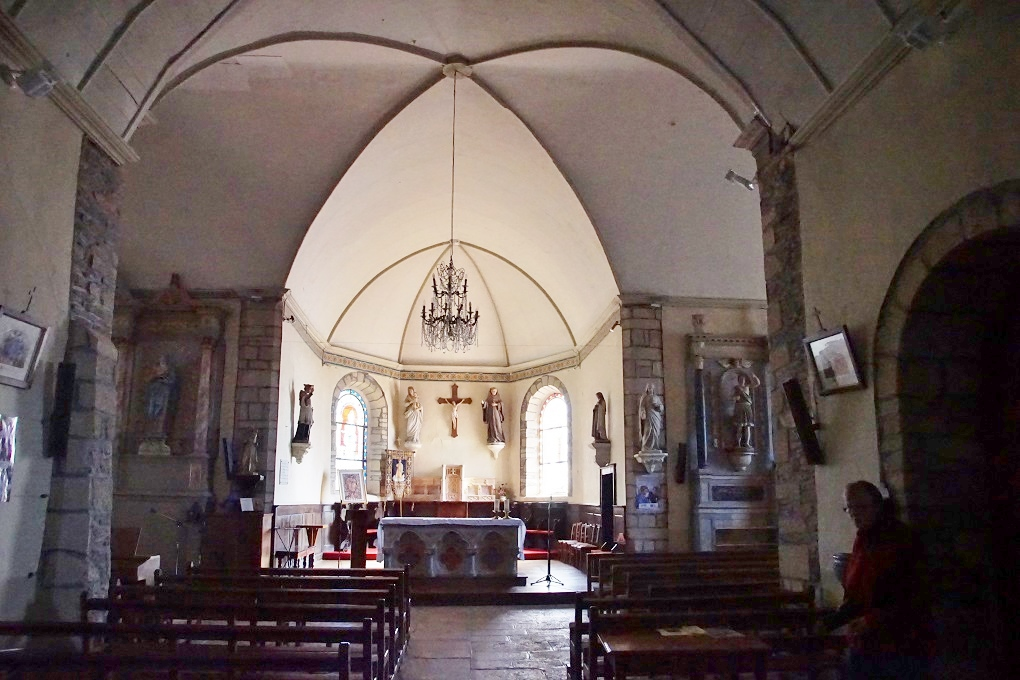
Vue du chœur depuis la nef.
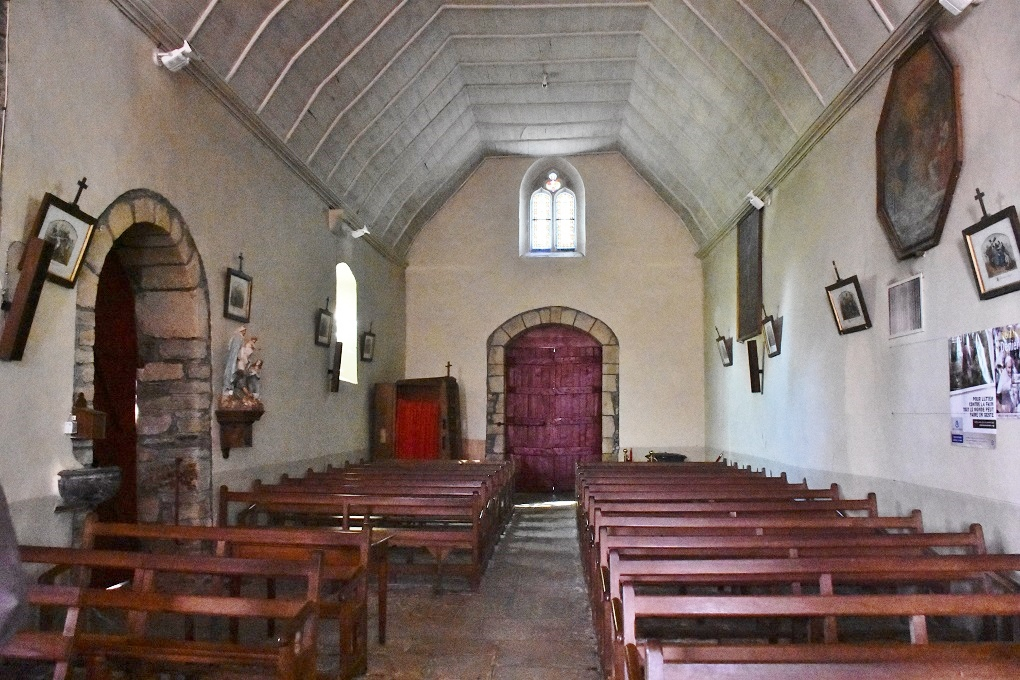
Vue de la nef, depuis le chœur.

## Intérieur
Six objets mobiliers sont inscrits au titre des monuments historiques.
La particularité de cette église tient au fait que le retable du XVIIe siècle a servi de support pour l'installation d'un monument aux morts en 1925, qui se trouve ainsi, dans le chœur de l'église. Deux plaques de marbres portent la liste des morts et une statue de Jean d'Arc se trouve au centre, commandée chez Bouancheau à Nantes.
| Objet et notice | Protection                     | Date             | Photographie |
| --- | ------------------------------ | ---------------- | ------------ |
| Tableau : Calvaire - Notice no PM56004938                                                                                        | inscription                    | 13 novembre 1984 |              |
| Retable latéral nord, deux statues : Saint Joseph et Sainte Anne et tableau : Le Rosaire - Notice no PM56004939                  | inscription                    | 13 novembre 1984 |              |
| Statues : Notre-Dame de la Miséricorde - Notice no PM56004940 et Saint Gonnery - Notice no PM56004941                            | inscription (les deux statues) | 13 novembre 1984 |              |
| Retable latéral sud (monument aux morts) et deux statues : Saint Jean-Baptiste et Saint François d'Assise - Notice no PM56004942 | inscription                    | 13 novembre 1984 |              |
| Tableau : Sainte Famille - Notice no PM56005583                                                                                  | inscription                    | 8 août 2017      |              |

## Enclos
Un enclos construit au XIXe siècle entoure l'église. Une croix y est érigée à la même période.